# 5014 Gorchakov
5014 Gorchakov este un asteroid din centura principală, descoperit pe 19 septembrie 1974, de Liudmila Cernîh.